# Kirchberg-Thening
Kirchberg-Thening est une commune autrichienne du district de Linz-Land en Haute-Autriche.